# 三劍客
《三个火枪手》（法語：Les Trois Mousquetaires）是法国作家大仲马在1844年出版的小說；最初于1844年3月-7月连载在报纸《时代》（Le Siècle）上。小说的背景设在十七世纪，记录了年轻人达达尼昂离家前往巴黎，加入火枪队 （法国皇家衛隊）的故事。达达尼昂不是小说标题中的那三个火枪手，三个火枪手是他的朋友阿多斯、波尔多斯、阿拉密斯。达达尼昂提出了座右铭“人人为我，我为人人！”（"tous pour un, un pour tous"），火枪手们都遵循这个原则。达达尼昂的故事在《二十年后》、《布拉热洛纳子爵》中出现，合为《達太安浪漫三部曲》。

## 创作过程
在序言中，亚历山大·仲马称他的资料源于《達太安先生回憶錄》，由阿姆斯特丹红石书局印发。在书中，他称达达尼昂回忆了他与火枪队长德·特雷维尔先生的第一次会面，在候客厅遇见了三个年轻人，名叫阿多斯、波尔多斯、阿拉密斯。这些信息令大仲马颇为吃惊——他这样称——他继续研读、调查，并发现了标题为《德·拉费尔伯爵先生回忆录》。兴奋之余，他请求重印手稿。请求被同意了：
今天，我们奉献给读者的，是这一珍贵手稿的第一部分，并起了一个合适的书名。同时我们也保证，这一部分果如我们深信的那样，获得应有的成功，就紧接着发表第二部分。
教父也就是第二个父亲，因此，读者看得有趣还是无聊，都请把责任算到我们头上，而不要怪罪德·拉费尔伯爵。
交代完这一点，就书归正传吧。

大仲马所引述的书是《國王陛下的第一火槍隊副隊長達太安先生回憶錄》德·桑德拉斯。书是从马赛公立图书馆借来的，其索引卡留存至今；直到返回巴黎，大仲马一直持有着这本书。
在大仲马的序言后，欧仁·多里亚克在1847年写了达达尼昂的传记
《三劍客》於1843年3月至1844年7月在巴黎《世紀報》上連載，法國文學批評家阿爾梅拉在《亞歷山大·仲馬和〈三劍客〉》一書中指出：「三位才華大相逕庭的作家共同寫出這部小說：庫爾蒂茨制訂了梗概和情節；馬凱擬了初稿；仲馬賦予它生動的敘述、對話、風格與生命。」1907年中國的伍光建翻译為《侠隐记》，茅盾标点及校对，多有刪節，後來李青崖從法文譯出全書，取名《三個火槍手》。

## 内容

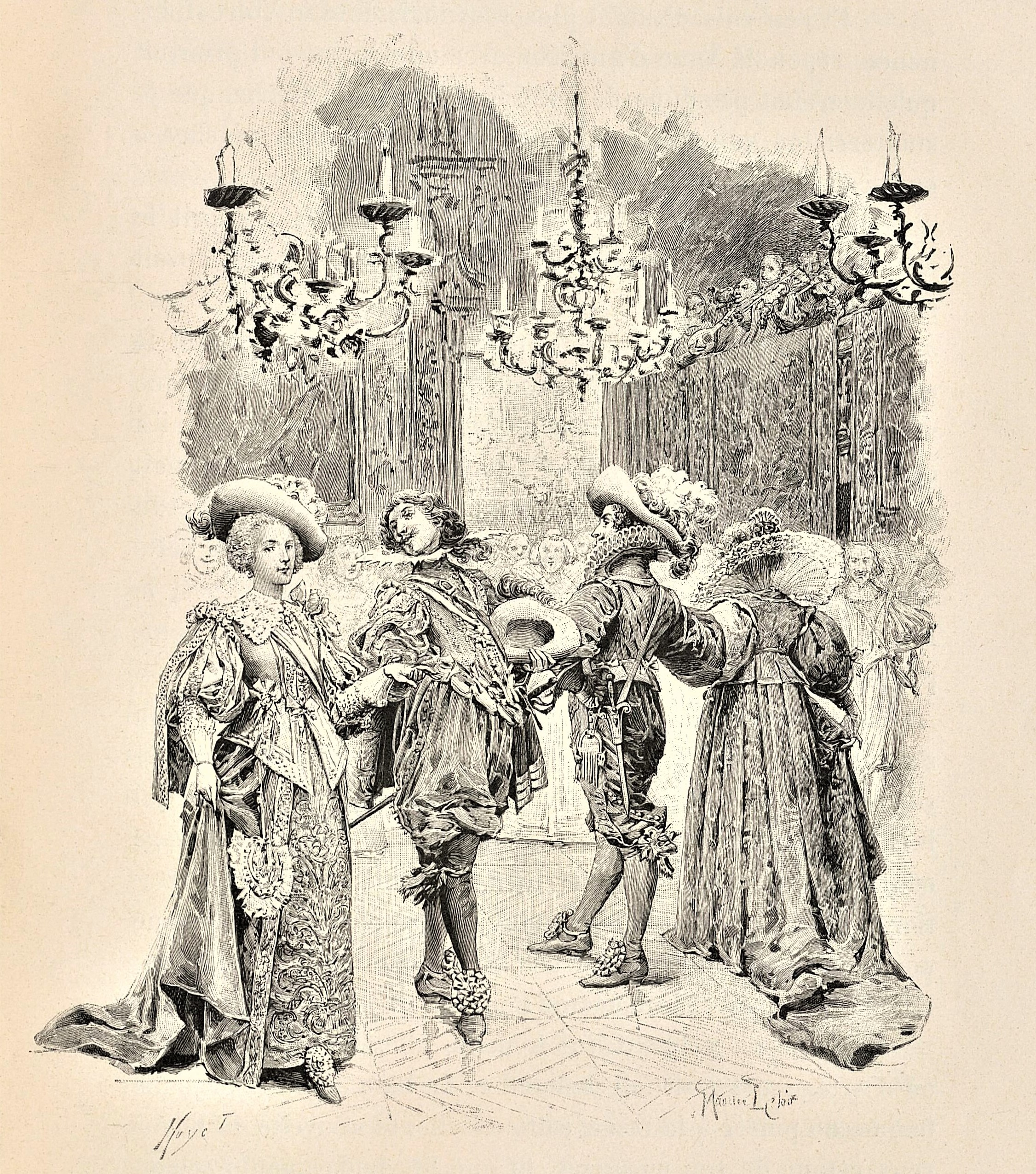
奥地利的安娜与路易十三，莫里斯·勒诺绘

1625年法国，一个贫穷的贵族青年——達太安离开他在加斯科涅的家，启程前往巴黎，准备加入火枪卫队。然而，在卢瓦尔河畔默恩，一个贵绅嘲讽達太安的马激怒達太安。促使達太安决定与他决斗，但僕眾打昏達太安時弄断他的剑。他给火枪队长德·特雷维尔的介绍信也被此人偷走令達太安决意复仇，后续故事显示这是德·罗什福尔伯爵，红衣主教黎塞留的手下，当时他正在给米莱狄·德·温特送信，后者也是黎塞留的手下。達太安到巴黎拜訪火槍侍衛隊長特雷維爾。由於達太安缺乏經驗，特雷維爾將其安排到次一階的艾薩爾先生禁衛軍麾下，等候晉升機會。透过窗户，达达尼昂看到路过的德·罗什福尔，便冲出去。但在过程中他不小心冒犯三名火枪手，阿多斯、波尔多斯、阿拉密斯，三人都要求与達太安在下午决斗。当达达尼昂为第一场决斗做准备时，他发现阿多斯的助手竟然是波尔多斯和阿拉密斯。正当决斗要开始时，红衣主教黎塞留的卫队出现准备因非法决斗逮捕火枪手们。虽然在人数上占劣势，四人联手出击以少胜多。达达尼昂在过程中与主教卫队长，出名的斗士朱萨克决斗取胜並獲得三名火槍手的友誼。
此事為當時的法王路易十三與紅衣主教黎塞留的政治衝突埋下伏筆，也表示火槍手陣營與黎塞留陣營的對立。隔日，達太安又與另一名紅衣主教衛隊士兵貝納舒因事決鬥，後來更引發國王陣營與紅衣主教陣營士兵全體的衝突。但以達太安與三個火槍手為首的國王陣營大獲全勝。路易十三認為此事大挫紅衣主教士氣便召見達太安等人，賞賜四十金幣。達太安租居所，雇佣跟班弗朗舍。尔后房東波納瑟找到達太安拯救他遭綁架的妻子。波納瑟夫人為王后奧地利的安妮心腹，因而捲入黎賽留與國王、王后的紛爭中。後波納瑟夫人逃出回到家中卻又遭紅衣主教手下給偷襲。達太安出手搭救波納瑟夫人對她產生鐘情。波納瑟夫人跟達太安解釋因在王后與英國首相白金漢公爵的幽會中扮演重要角色而遭紅衣主教迫害。黎塞留欲發動英法戰爭決定揭露這場不倫戀。黎塞留在揭發此次會面失敗期間將矛頭指向王后贈予白金漢的十二顆鑽石別針(另一則說法是項鍊、鈕扣)，因為那個別針是國王送給皇后的生日禮物。黎塞留在安排舞會時說服國王要求王后在近期的舞會上佩戴該別針，還派米萊狄至英國竊取別針上的兩顆鑽石作證據。當皇后為這件事感到不知所措並且告訴波納瑟夫人，波納瑟夫人原本要欲遣丈夫去英國取回別針，但是波那瑟此時已被黎塞留控制，達太安得知此事因此為愛自告奮勇與三個火槍手接下任務。一路上，他们被主教的党羽攻击，達太安差点击杀德·瓦尔德伯爵，结果只有達太安和其跟班到达伦敦。虽然米莱狄偷走别针上的两个钻石，但白金汉公爵成功地拖延小偷的行程补上剩余的珠宝。達太安将珠宝及时交给安娜王后挽回她的面子并得到一个鑽石戒指作为感谢。

随后達太安與波納瑟夫人約會，不過提早到的波納瑟夫人卻被羅什福爾伯爵給綁架。達太安沿原路找回他的朋友，期間，達太安推知阿多斯如何被妻子背叛而陷入情傷。不久朋友们都从伤病中走出来，於是他們回到巴黎。達太安正式约见米莱狄·德·温特，他很快爱上这位美貌的夫人，但却从使女那里得知夫人其实对他非但毫無興趣且有殺意。爾後達太安為復仇戲弄米萊狄，並在與她的爭執中意外發現米萊狄受過烙刑與阿多斯描述的妻子相同。

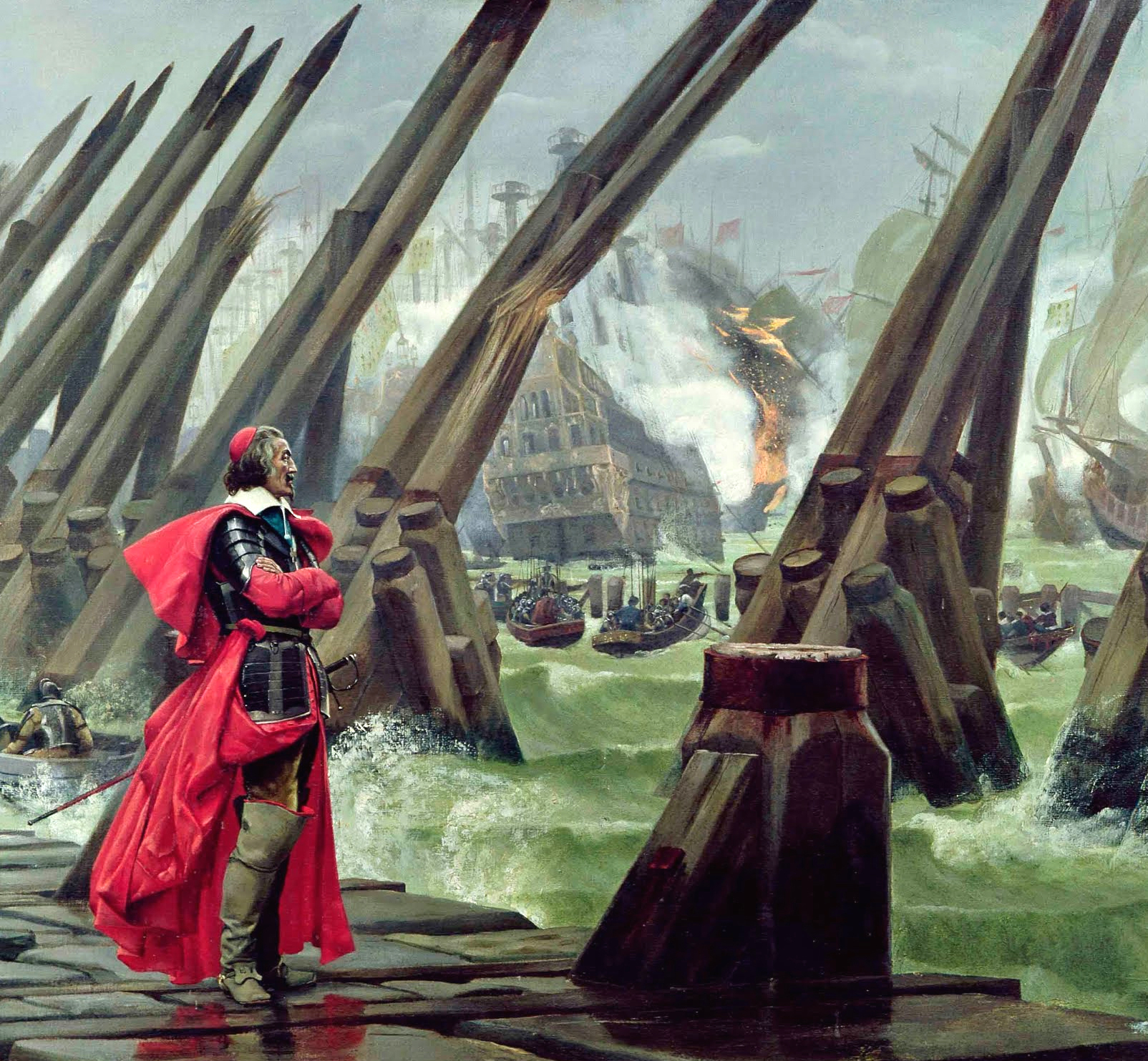
黎塞留主持拉罗舍尔围城战，亨利-保罗·莫特绘制

此時，紅衣主教已向拉羅謝爾發動戰爭，禁衛軍與火槍侍衛隊被召上前線。期間米莱狄屡次暗杀達太安未能成功并得知王后将波那瑟夫人从监狱里救出来，火枪手们在酒馆里偷听主教與米莱狄對話發現她被派去谋杀白金汉公爵（他支持拉罗謝尔叛乱，并派兵前去支援）。主教甚至为米莱迪提供赦免令，但阿多斯以前夫身份威脅从她那里将赦免令抢回来。
第二天早上，阿多斯为寻找一个谈话的方便之处便与军队打赌，夸口自己和同伴们可以在棱堡里待一小时。他们获得一个半小时的时间并击毙二十二个敌人，期間他們找到方式来提醒德·温特和白金汉公爵提防米萊狄。米莱狄一到英国就被溫特給关起来，但她诱惑警卫费尔顿（对真人约翰·费尔顿的虚构）唆使他放自己出去，并令他刺杀白金汉公爵。
回到法国后，米莱狄藏在女修道院中发现波那瑟夫人也在那里。天波那瑟夫人原本打算追随米莱迪認為她可以碰到達太安，但是她却在達太安赶到時被米萊狄給毒殺身亡。火枪手们在米莱狄回到红衣主教黎塞留身边之前找到她。他们找到一名官方刽子手对她进行审判并判处死刑。执行完成后，四人回到拉罗謝尔围城战中。達太安又碰上一路上让他烦不胜烦的罗什福尔伯爵。罗什福尔逮捕達太安将他直接带到红衣主教那里。当红衣主教提起米莱狄下落时達太安递出赦免令，上面写着持有人所做的一切都是经主教许可过的。然而主教对達太安的厚颜无耻深感震动，并为摆脱狡猾奸诈的米莱狄而暗自高兴。主教撕毁赦免令写下一份新推荐书，告知本推荐书的持有人将会晋升为火枪队的副队长。主教称任何人都可以使用本推荐书来获得晋升，但暗示这是为達太安预留的。達太安把推荐书递给阿多斯、波尔托斯、阿拉密斯三人，但他们都表示拒绝，稱達太安才是最佳人选。拉罗舍尔围城战在1628年结束，也标志着本小说的结束。阿拉密斯回到修道院、波尔托斯迎娶富有的太太，阿多斯在达达尼昂手下效力到1631年后繼承財產，從此也退役。
四个火枪手在小说《二十年后》中再次团聚。

## 主要人物

### 火枪手
- 达达尼昂：加斯科尼的年轻贵族，为加入火枪卫队而只身来到巴黎。他不是标题中“三个”火枪手中的“其中之一”，但他担任火枪手一职。由于阴差阳错，达达尼昂跑到了德·艾萨尔而不是德·特雷维尔手下效力。小说讲述了达达尼昂试图成为一名火枪手的经历。
- 阿多斯：火枪手，达达尼昂的好友之一。
- 波尔多斯：火枪手，达达尼昂的好友之一。
- 阿拉密斯：火枪手，达达尼昂的好友之一。

### 随从
- 布朗歇：达达尼昂的随从。
- 格里莫：阿多斯的随从。
- 木斯克东：波尔托斯的随从。
- 巴赞：阿拉密斯的随从。

### 其它人
- 国王路易十三：法兰西的第一号人物，受红衣主教的挑拨而冷落王后奥地利的安娜。
- 王后奥地利的安娜：因为她没有给予红衣主教所要求的感情，所以红衣主教对她怀恨在心，不断陷害她。
- 红衣主教黎塞留：法国首相，法兰西的第二号人物。
- 德·特雷维尔（法语：Jean-Armand du Peyrer）：国王火枪队队长，达达尼昂等人的保护伞。
- 米莱迪（Milady de Winter）：红衣主教的帮凶，最终被达达尼昂等人处死。
- 波那瑟：达达尼昂的房东。
- 波那瑟夫人（Constance Bonacieux）：达达尼昂的房东太太及情人，王后的侍女，最后被米莱迪毒死。
- 白金汉公爵：英国首相，安娜王后的情人，最后被费尔顿所刺杀。
- 德·温特勋爵：米莱迪小叔子，后协助达达尼昂等人抓住米莱迪。
- 费尔顿：英国海军中尉，关押米莱迪时被其迷惑，救走米莱迪，并刺杀白金汉公爵。

## 版本
1846年，《三个火枪手》被翻译成为英语。在三个英语版中，威廉·巴罗（W.Barrow,1817-1877）译本依然在用，现为牛津世界经典1999年版。为了符合十九世纪英语标准，对性的所有显性和隐性描述都被删除，影响了许多场景的可读性，例如达达尼昂和米莱迪的一幕。
最近的标准英语译本来自理查德·皮维尔（R.Pevear,2006）版，他在引言中称许多现代译本是“教科书式的拙劣翻译”，“在大仲马的作品上误导了许多读者。”

## 影响

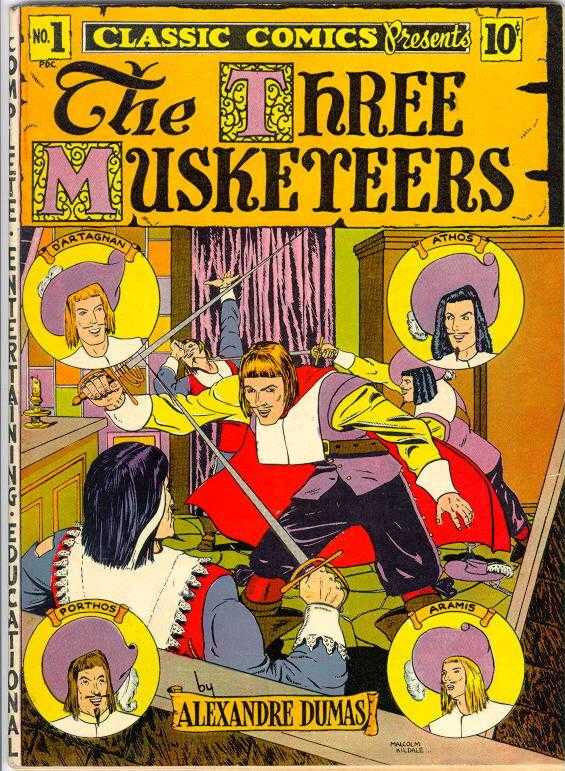
《三劍客》#1，1941年《经典卡通》

《三个火枪手》三部曲是指大仲马的三部系列小说，另两部是《二十年后》、《布拉热洛纳子爵》（第二部又译《续侠隐记》，第三部又译《小侠隐记》、《布拉日隆子爵》、《露易絲·拉·瓦里埃爾》、《鐵面人》）。
本書是对金庸先生影响最大的一本书，金庸曾对池田大作说过，“在所有中外作家中，我最喜欢的的确是大仲马，从十二三岁时开始喜欢，直到如今，从不变心”。在所有大仲马作品中，“《侠隐记》（即《三剑客》）一书对我一生影响极大，我之写武侠小说，可说是受了此书的启发”，“《三剑客》教了我怎样活用历史故事”。

## 改编作品
电影《三个火枪手》
- 电影《女火枪手》
- 电影《火枪手》
- 电影《鐵面人》
- 動畫《三劍客》（無綫電視譯《反斗三寶》）
- 1993年華特迪士尼公司電影《豪情三劍客》
- 1994年動畫電影《大雄與夢幻三劍士》
- 2004年華特迪士尼動畫《米奇·唐老鴨·高飛三劍客》
- 2011年電影《3D劍客聯盟：雲端之戰》
- 2014 BBC电視影集《The Musketeers》，台譯《三劍客與達太安》
- 2014年 韓國電視劇（故事背景設定在朝鮮时代，主要角色與書中人物遭遇相似，但實際內容無關。）
- 2017年 日本寶塚歌劇團 月組公演《All for One》

### 文献
- Cooper, Barbara T., "Alexandre Dumas, père", in Dictionary of Literary Biography, Vol. 119: Nineteenth-Century French Fiction Writers: Romanticism and Realism, 1800–1860, edited by Catharine Savage Brosman, Gale Research, 1992, pp. 98–119.
- Hemmings, F. W. J., "Alexandre Dumas Père", in European Writers: The Romantic Century, Vol. 6, edited by Jacques Barzun and George Stade, Charles Scribner's Sons, 1985, pp. 719–43.
- Foote-Greenwell, Victoria, "The Life and Resurrection of Alexandre Dumas", in Smithsonian, July 1996, p. 110.
- Thayer, Tiffany, "Three Musketeers", New York: Citadel Press, 1939. （On the hard cover, the title is printed as "Tiffany Thayer's Three Musketeers".）
- Discussion of the work, bibliography and links（页面存档备份，存于）
- Bibliography and references for The Three Musketeers（页面存档备份，存于）